# Lijst van fractievoorzitters van Groen in het Vlaams Parlement
Dit is een lijst van alle fractievoorzitters van Agalev, Groen! en Groen in het Vlaams Parlement.

## Lijst
| Nr. | Fractievoorzitter | Fractievoorzitter         | Partij | Partij        | Begin            | Einde            | Zittingsperiode(s)                      |
| --- | ----------------- | ------------------------- | ------ | ------------- | ---------------- | ---------------- | --------------------------------------- |
| 1   |                   | Mieke Vogels (1954)       |        | Agalev        | 2 februari 1988  | 17 oktober 1988  | 1988-1991                               |
| 2   |                   | Jos Geysels (1952)        |        | Agalev        | 18 oktober 1988  | 12 juli 1999     | 1988-1991 1991-1995 1995-1999 1999-2004 |
| 3   |                   | Ludo Sannen (1954)        |        | Agalev        | 13 juli 1999     | 25 mei 2003      | 1999-2004                               |
| 4   |                   | Jos Stassen (1961)        |        | Agalev/Groen! | 26 mei 2003      | 6 november 2006  | 1999-2004 2004-2009                     |
| (1) |                   | Mieke Vogels (1954)       |        | Groen!        | 7 november 2006  | 12 november 2007 | 2004-2009                               |
| 5   |                   | Rudi Daems (1963)         |        | Groen!        | 13 november 2007 | 6 juni 2009      | 2004-2009                               |
| 6   |                   | Filip Watteeuw (1962)     |        | Groen!        | 13 juli 2009     | 25 november 2012 | 2004-2009                               |
| 7   |                   | Elisabeth Meuleman (1975) |        | Groen         | 26 november 2012 | 24 mei 2014      | 2009-2014                               |
| 8   |                   | Björn Rzoska (1973)       |        | Groen         | 25 juni 2014     | 26 april 2023    | 2014-2019 2019-2024                     |
| 9   |                   | Mieke Schauvliege (1972)  |        | Groen         | 26 april 2023    | heden            | 2019-2024 2024-2029                     |